# Carlos E. Martín
Carlos Enrique Martín (Buenos Aires; 7 de noviembre de 1965) es un músico y compositor de rock argentino. Es el baterista y cofundador de la banda argentina Bersuit Vergarabat. Ha estado en todos los trabajos discográficos de la banda.

## Biografía
Nació y se crio en el barrio de Barracas. Estudió en la Escuela de Música Popular de Avellaneda. Cuando era más joven, se juntaba con Pepe Céspedes y Juan Subirá a tocar cajas, etc, y tocaban música con lo que había. Además de músico, aprendió el oficio de hacer marcos para cuadros, a lo que se dedicó durante gran parte de su vida.
Fue uno de los integrantes de la banda La Palangana, en la que estaban Juan Subirá y Pepe Céspedes, que luego, con la suma de Gustavo Cordera y Charly Bianco pasó a llamarse Henry y la palangana, para luego derivar en Bersuit Vergarabat.
Además de tocar distintos tipos de ritmo, "Carlitos" ha coescrito, entre otras, la música de canciones como: «Otra sudestada», «Espíritu de esta selva», «La argentinidad del palo», «Laten bolas», «¿Qué pasó?», «Tu pastilla fue» y parte de las letras de «El guerrero», «La bolsa», «Sencillamente», «Sin son», «Piel de gallina», «De ahí soy yo», «Para bailar», entre otras.